# Cratere Khanpur
Khanpur  è un cratere sulla superficie di Marte.